# Associazione Sportiva Casale F.B.C. 1959-1960
Questa voce raccoglie le informazioni riguardanti l'Associazione Sportiva Casale F.B.C. nelle competizioni ufficiali della stagione 1959-1960.

## Rosa
| N. |                   | Ruolo | Calciatore            |
| -- | ----------------- | ----- | --------------------- |
|    | Italia (bandiera) |       | Bigoni                |
|    | Italia (bandiera) | C     | Carlo Carangiu        |
|    | Italia (bandiera) |       | Casellato             |
|    | Italia (bandiera) | A     | Giovanni Cuzzoni      |
|    | Italia (bandiera) | C     | Carlo Fante           |
|    | Italia (bandiera) | C     | Gian Franco Ferraris  |
|    | Italia (bandiera) | D     | Luigi Gorlani         |
|    | Italia (bandiera) | A     | Roberto Gusmano       |
|    | Italia (bandiera) | C     | Giuseppe Mastrototaro |
|    | Italia (bandiera) | D     | Giuseppe Moretti      |

| N. |                   | Ruolo | Calciatore         |
| -- | ----------------- | ----- | ------------------ |
|    | Italia (bandiera) | A     | Sergio Musso       |
|    | Italia (bandiera) | A     | Enrico Muzzio      |
|    | Italia (bandiera) | P     | Mario Prina        |
|    | Italia (bandiera) | C     | Gianpaolo Rebecchi |
|    | Italia (bandiera) | P     | Giuseppe Rossi     |
|    | Italia (bandiera) | A     | Adriano Russi      |
|    | Italia (bandiera) | D     | Cesare Turola      |
|    | Italia (bandiera) | D     | Giuseppe Tuminetti |
|    | Italia (bandiera) | A     | Franco Vaccari     |